# DDR-Skimeisterschaften 1986
Die Wettkämpfe der 38. DDR-Skimeisterschaften verteilten sich über mehrere Wettbewerbe in verschiedenen Austragungsorten. Den Anfang machten die Wettkämpfe über die Langstrecken, die am 23. Februar 1986 im sächsischen Johanngeorgenstadt ausgetragen wurden. Vom 6. bis zum 9. März folgten die Entscheidungen bei den Langläufern und Kombinierern, welche im thüringischen Schmiedefeld stattfanden. Die Skispringer ermittelten ihre Meister vom 28. bis zum 30. März auf den Schanzen in Klingenthal und Oberwiesenthal.

## Langlauf

### Männer

#### 15 km
Nach zwei Vizemeistertiteln über 30 und 50 km konnte nun auch der Oberwiesenthaler Uwe Bellmann seine erste Goldmedaille in Empfang nehmen. Die Bronzemedaille nahm mit Holger Wick ein ehemaliger Biathlet entgegen. Er war zu Saisonbeginn ins Läuferlager gewechselt.
Datum: Sonnabend, 8. März 1986
| Platz | Sportler       | Mannschaft                | Zeit (h) |
| ----- | -------------- | ------------------------- | -------- |
| 1     | Uwe Bellmann   | SC Traktor Oberwiesenthal | 36:41,8  |
| 2     | Uwe Leipold    | SC Motor Zella-Mehlis     | 37:01,4  |
| 3     | Holger Wick    | ASK Vorwärts Oberhof      | 37:10,5  |
| 4     | Holger Bauroth | ASK Vorwärts Oberhof      | 37:13,6  |
| 5     | Schröder       | SC Dynamo Klingenthal     | 37:31,4  |
| 6     | König          | ASK Vorwärts Oberhof      | 38:13,5  |

#### 30 km
Bei Dauerregen und Plusgraden konnte sich der Juniorenweltmeister von 1984, Holger Bauroth, klar mit einer halben Minute Vorsprung durchsetzen. Das Starterfeld umfasste nur acht Senioren.
Datum: Donnerstag, 6. März 1986
| Platz | Sportler       | Mannschaft                | Zeit (h)  |
| ----- | -------------- | ------------------------- | --------- |
| 1     | Holger Bauroth | ASK Vorwärts Oberhof      | 1:16:45,7 |
| 2     | Uwe Bellmann   | SC Traktor Oberwiesenthal | 1:17:15,1 |
| 3     | Schröder       | SC Dynamo Klingenthal     | 1:17:26,4 |

#### 50 km
Die erste Meisterschaftsentscheidung bei den Skilangläufern geriet gleich richtig spannend. Nur eine Sekunde trennte am Ende den Sieger Holger Bauroth vom Zweitplatzierten Uwe Bellmann.
Datum: Sonntag, 23. Februar 1986
| Platz | Sportler       | Mannschaft                | Zeit (h) |
| ----- | -------------- | ------------------------- | -------- |
| 1     | Holger Bauroth | ASK Vorwärts Oberhof      | 2:21:24  |
| 2     | Uwe Bellmann   | SC Traktor Oberwiesenthal | 2:21:25  |
| 3     | Schröder       | SC Dynamo Klingenthal     | 2:22:35  |

#### 3 × 10-km-Staffel
Mit dem Staffelgold gewann der Oberhofer Holger Bauroth seinen insgesamt dritten Meistertitel. Die Oberhofer verwiesen die Staffel aus Oberwiesenthal auf Platz zwei. Die Armeesportler aus Thüringen belegten mit ihrer zweiten Staffel sogar den Bronzeplatz.
Datum: Sonntag, 9. März 1986
| Platz | Mannschaft                | Sportler                           | Zeit (h)  |
| ----- | ------------------------- | ---------------------------------- | --------- |
| 1     | ASK Vorwärts Oberhof      | Ehrle Holger Bauroth Holger Wick   | 1:14:23,5 |
| 2     | SC Traktor Oberwiesenthal | Jens Lautner Steinert Uwe Bellmann | 1:14:39,3 |
| 3     | ASK Vorwärts Oberhof II   | Dannhauer König Rienäcker          | 1:16:37,7 |

### Frauen

#### 5 km
Über die Sprintstrecke konnte Simone Opitz ihren zweiten Meistertitel feiern. Dabei gelang es ihr, innerhalb einer knappen Viertelstunde einen Vorsprung von einer Viertelminute herauszulaufen.
Datum: Sonnabend, 8. März 1986
| Platz | Sportler         | Mannschaft                | Zeit (h) |
| ----- | ---------------- | ------------------------- | -------- |
| 1     | Simone Opitz     | SC Motor Zella-Mehlis     | 13:55,2  |
| 2     | Ute Noack        | SC Traktor Oberwiesenthal | 14:10,2  |
| 3     | Gaby Nestler     | SC Traktor Oberwiesenthal | 14:10,5  |
| 4     | Carola Jacob     | ASK Vorwärts Oberhof      | 14:11,1  |
| 5     | Kerstin Moring   | ASK Vorwärts Oberhof      | 14:33,7  |
| 6     | Susann Kuhfittig | SC Motor Zella-Mehlis     | 14:35,1  |

#### 10 km
Ihren ersten Einzeltitel konnte die Zella-Mehliserin Simone Opitz feiern. Auf der mittelschweren Loipe verwies sie die wiedererstarkte Carola Jacob, die im Februar Meisterin über die Langstrecke geworden war, auf den Silberrang. Vorjahresmeisterin Ute Noack wurde undankbare Vierte.
Datum: Donnerstag, 6. März 1986
| Platz | Sportler     | Mannschaft                | Zeit (h) |
| ----- | ------------ | ------------------------- | -------- |
| 1     | Simone Opitz | SC Motor Zella-Mehlis     | 26:33,7  |
| 2     | Carola Jacob | ASK Vorwärts Oberhof      | 27:21,0  |
| 3     | Gaby Nestler | SC Traktor Oberwiesenthal | 28:10,9  |
| 4     | Ute Noack    | SC Traktor Oberwiesenthal |          |

#### 20 km
Bei Außentemperaturen von −12 °C konnte sich die wieder eingestiegene Staffelolympiasiegerin von 1980, Carola Jacob, den Titel über die Langstrecke sichern. In dem ausgedünnten Teilnehmerfeld fehlten allerdings erkältungsbedingt einige Mitfavoriten wie z. B. Simone Opitz oder die Juniorenweltmeisterin Gaby Nestler.
Datum: Sonntag, 23. Februar 1986
| Platz | Sportler     | Mannschaft                | Zeit (h) |
| ----- | ------------ | ------------------------- | -------- |
| 1     | Carola Jacob | ASK Vorwärts Oberhof      | 1:02:53  |
| 2     | Ute Noack    | SC Traktor Oberwiesenthal | 1:03:01  |
| 3     | Heike Wezel  | SC Dynamo Klingenthal     | 1:05:01  |

#### 3 × 5-km-Staffel
Trotz der zweifachen Meisterin Simone Opitz reichte es für die Staffel aus Zella-Mehlis am Ende nur für Bronze. Die starke Staffel aus Oberwiesenthal verwies die Frauen aus Oberhof mit über einer halben Minute Vorsprung auf den zweiten Platz.
Datum: Sonntag, 9. März 1986
| Platz | Mannschaft                | Sportler                                    | Zeit (h) |
| ----- | ------------------------- | ------------------------------------------- | -------- |
| 1     | SC Traktor Oberwiesenthal | Sylke Meyer Ute Noack Herrmann Gaby Nestler | 44:47,6  |
| 2     | ASK Vorwärts Oberhof      | Renner Carola Jacob Kerstin Moring          | 45:21,7  |
| 3     | SC Motor Zella-Mehlis     | Drescher Susanne Kuhfittig Simone Opitz     | 45:48,7  |

## Nordische Kombination

### Einzel
Den Titel bei den Kombinierern holte sich Routinier Uwe Dotzauer. Der Staffelweltmeister von 1982 profitierte allerdings vom Ausfall des Vorjahresmeisters Heiko Hunger, der wegen Erkrankung den Lauf nicht antrat. Hunger hatte nach dem Springen 50 Sekunden Vorsprung vor Dotzauer.
Datum: Sprunglauf Donnerstag, 6. März 1986; 15 km Freitag, 7. März 1986
| Platz | Sportler           | Mannschaft                | Punkte     |
| ----- | ------------------ | ------------------------- | ---------- |
| 1     | Uwe Dotzauer       | SC Dynamo Klingenthal     | 440,600    |
| 2     | Bernd Blechschmidt | SC Traktor Oberwiesenthal | 431,950    |
| 3     | Ingo Hüther        | ASK Vorwärts Oberhof      | 430,285,98 |

### Mannschaft
Bei der Mannschaftsentscheidung der Kombinierer setzte sich die Staffel aus Klingenthal auch ohne den erkrankten Heiko Hunger durch. Sie verwies die Mannschaften aus Oberwiesenthal und Oberhof auf die Plätze.
| Platz | Mannschaft                | Sportler                                 | Rückstand (min) |
| ----- | ------------------------- | ---------------------------------------- | --------------- |
| 1     | SC Dynamo Klingenthal     | Uwe Prenzel Thomas Abratis Uwe Dotzauer  |                 |
| 2     | SC Traktor Oberwiesenthal | Sven Leonhardt Wagler Bernd Blechschmidt |                 |
| 3     | ASK Vorwärts Oberhof      | Jakob Menz Hüther                        |                 |

## Skispringen

### Normalschanze Einzel
Auf der Oberwiesenthaler Schanze holte sich Lokalmatador Jens Weißflog in einem spannenden Wettkampf den Meistertitel auf der Normalschanze. Am Ende trennten ihn nur 1,6 Punkte vom zweitplatzierten Oberhofer Ingo Lesser.
Datum: Freitag, 28. März 1986
| Platz | Sportler      | Mannschaft                | Punkte |
| ----- | ------------- | ------------------------- | ------ |
| 1     | Jens Weißflog | SC Traktor Oberwiesenthal | 235,3  |
| 2     | Ingo Lesser   | ASK Vorwärts Oberhof      | 233,7  |
| 3     | Klaus Ostwald | SC Dynamo Klingenthal     | 232,2  |

### Normalschanze Mannschaft
Den Mannschaftsmeistertitel holte sich in Oberwiesenthal der SC Dynamo Klingenthal mit den Routiniers Ostwald, Deckert und Freitag.
Datum: Freitag, 28. März 1986
| Platz | Mannschaft            | Sportler                                          | Punkte |
| ----- | --------------------- | ------------------------------------------------- | ------ |
| 1     | SC Dynamo Klingenthal | Warg Manfred Deckert Klaus Ostwald Holger Freitag |        |

### Großschanze
Bei der letzten Meisterschaftsentscheidung gab es einen Klingenthaler Doppelerfolg. Jens Weißflog vergab mit einem Sprung von 75 m im ersten Durchgang alle Titelchancen ebenso wie der Oberhofer Ingo Lesser, der bei seinem zweiten Sprung in den Schnee griff.
Datum: Sonntag, 30. März 1986
| Platz | Sportler       | Mannschaft                | Punkte |
| ----- | -------------- | ------------------------- | ------ |
| 1     | Holger Freitag | SC Dynamo Klingenthal     | 223,4  |
| 2     | Klaus Ostwald  | SC Dynamo Klingenthal     | 222,0  |
| 3     | Peter Grundig  | SC Traktor Oberwiesenthal | 205,5  |

## Medaillenspiegel
Trotz der höchsten Zahl an gewonnenen Medaillen, darunter allein acht Silbernen, reichte es für Oberwiesenthal nur für den Bronzerang. Nach Zusammenzählung aller Platzierungen dieser quasi dreigeteilten Meisterschaften war am Ende der ASK Oberhof der erfolgreichste Sportclub. 3 Goldmedaillen heimste dabei allein der erfolgreichste Athlet Holger Bauroth ein.
| Medaillenspiegel (nach allen 13 Wettbewerben) | Medaillenspiegel (nach allen 13 Wettbewerben) | Medaillenspiegel (nach allen 13 Wettbewerben) | Medaillenspiegel (nach allen 13 Wettbewerben) | Medaillenspiegel (nach allen 13 Wettbewerben) | Medaillenspiegel (nach allen 13 Wettbewerben) |
| Platz                                         | Mannschaft                                    | Gold                                          | Silber                                        | Bronze                                        | Gesamt                                        |
| --------------------------------------------- | --------------------------------------------- | --------------------------------------------- | --------------------------------------------- | --------------------------------------------- | --------------------------------------------- |
| 1                                             | ASK Oberhof                                   | 4                                             | 3                                             | 4                                             | 11                                            |
| 2                                             | SC Dynamo Klingenthal                         | 4                                             | 1                                             | 4                                             | 9                                             |
| 3                                             | SC Traktor Oberwiesenthal                     | 3                                             | 8                                             | 2                                             | 13                                            |
| 4                                             | SC Motor Zella-Mehlis                         | 2                                             | 1                                             | 1                                             | 1                                             |